# میرکو تدسکی (دوچرخه‌سوار، زاده ۱۹۸۹)
میرکو تدسکی (ایتالیایی: Mirko Tedeschi؛ زادهٔ ۵ ژانویهٔ ۱۹۸۹ ‏(۳۶ سال)) دوچرخه‌سوار اهل ایتالیا است.
از باشگاه‌هایی که در آن رکاب زده‌است می‌توان به ویلیر تریستینا–سله ایتالیا، و ویلیر تریستینا–سله ایتالیا، اشاره کرد.